# Adriana Haidar
Adriana Isabel Haidar (San Guillermo, 12 de junio de 1948 - Don Bosco, 27 de febrero de 1977) fue una militante peronista montonera.

## Biografía
Vivía con su hermana Mirta Malena Haidar en la calle Crámer 1271 de la localidad de Don Bosco, partido de Quilmes, en la zona sureste del Gran Buenos Aires (dentro de la provincia de Buenos Aires).
Ambas eran hermanas de Ricardo René Haidar, también militante de Montoneros.
A fines de 1974, Mirta se mudó a vivir a la casa de su hermano Ricardo Haidar, que convivía con Doly Álvarez (1939-).
A fines de 1975, Adriana se recibió de médica en la Universidad de Córdoba. Se fue a vivir con sus dos hermanos durante un mes y medio. Comenzó a trabajar en el servicio de anestesiología del policlínico Finochietto, de Avellaneda (en el sur del Gran Buenos Aires).
A las 8:30 de la mañana del 27 de febrero de 1977 ―en plena dictadura de Videla (1976-1983)― llegaron varios camiones del Ejército, rodearon el lugar y les dieron a ambas hermanas (Mirta Malena y Adriana Isabel) la orden de entregarse. Adriana les contestó: «¡Un montonero nunca se rinde!». Después de un largo intercambio de disparos las retiraron del lugar, arrastrándolas por el cabello, presuntamente sin vida o malheridas, y nunca más se supo de ellas.
Un vecino del lugar, testigo del episodio, les gritó a los militares participantes del operativo: «¡Asesinos! ¡Matan mujeres!», lo que motivó que los uniformados lo atraparan, le dieran una feroz paliza y lo dejaran tendido en la calle.

## Legado
En 1979 ―meses antes de realizarse la Revolución sandinista en Nicaragua― el Movimiento Peronista Montonero formó en México una brigada de médicas y enfermeras provenientes principalmente de Argentina (entre ellas Sylvia Bermann) que recibió el nombre de Brigada Sanitaria «Adriana Haidar». Prestaron un apoyo asistencial crítico al pueblo nicaragüense en los tramos finales de la lucha sandinista.
El 19 de diciembre de 1982, su hermano Ricardo Haidar ―que fungía como jefe de Inteligencia de lo que quedaba de Montoneros en Argentina― fue secuestrado y «desaparecido en Brasil.